# Даніель Вітері
Даніель Вітері (ісп. Daniel Viteri, нар. 12 грудня 1981, Гуаякіль) — еквадорський футболіст, воротар клубу «ЛДУ Кіто».
Виступав, зокрема, за клуби «Емелек» та «Депортіво Кіто», а також національну збірну Еквадору, у складі якої був учасником чемпіонату світу 2002 року.

## Клубна кар'єра
Вихованець «Емелека», в основному складі якого він почав професійну кар'єру в 1999 році, в якій провів п'ять сезонів, взявши участь у 85 матчах чемпіонату. Вітері ставав чемпіоном Еквадору зі своїм першим клубом двічі — в 2001 і 2002 роках. У ті роки він боровся за місце в основі з Рорісом Арагоном.
Своєю грою за цю команду привернув увагу представників тренерського штабу клубу «Депортіво Кіто», до складу якого приєднався 2005 року. Після переходу в «Депортіво Кіто» Вітері в перші два сезони він був першим воротарем в своєму клубі. У 2007 році він рідше грав за «Депортіво».
У 2008 році Вітері перейшов в «ЛДУ Кіто». Клуб зумів вперше в історії еквадорського футболу завоювати Кубок Лібертадорес. Основним воротарем ЛДУ був Хосе Франсіско Севальйос, визнаний найкращим голкіпером 2008 року в Південній Америці. Однак і Вітері вніс свій вклад у перемогу команди — він провів 2 матчі на тому переможному розіграші. Але потім Вітері потрапив у глибокий запас. У 2009 році місце основного воротаря в клубі зайняв молодий Александер Домінгес, який зумів витіснити з воріт самого Севальйоса, він же провів всі матчі у розіграші Південноамериканського кубка 2010 року, тому цей титул Вітері (як і Севальйос) завоював не зігравши в турнірі.
У 2010 році Вітері був відданий в оренду в гуаякільску «Барселону», де за рік зіграв лише в шести матчах чемпіонату і в одному — Південноамериканського кубка. У 2011 році Вітері повернувся в ЛДУ, але першу свою гру провів лише в серпні.

## Виступи за збірні
2001 року залучався до складу молодіжної збірної Еквадору, у складі якої дійшов до 1/8 фіналу молодіжного чемпіонату світу.
Наступного року у складі національної збірної був учасником чемпіонату світу 2002 року в Японії і Південній Кореї, де був запасним голкіпером. Проте за збірну дебютував лише 21 січня 2007 року у товариській грі зі Швецією (1:1), після чого грав у товариських матчах проти Перу (1:2) і Гондурасу (1:2).
Останні два матчі за збірну Вітері провів у тому ж 2007 році в рамках відбіркового турніру до чемпіонату світу 2010 року. 13 жовтня в Кіто еквадорці поступилися Венесуелі 0:1, а 17 жовтня він невдало провів матч проти Бразилії на «Маракані» — господарі виграли з рахунком 5:0. Вітері піддавався великий критиці за свої дії в останньому матчі і більше за збірну не грав.

## Досягнення
- Чемпіон Еквадору: 2001, 2002
- Володар Кубка Лібертадорес: 2008
- Володар Південноамериканського кубка: 2009
- Володар Рекопи Південної Америки: 2009